# Сражение за Тель-Хай
Сражение за Тель-Хай — битва между арабскими и еврейскими войсками в деревне Тель-Хай в Северной Галилее, которая произошла 1 марта 1920 года. Арабское шиитское ополчение в сопровождении бедуинов из соседней деревни напало на еврейский сельскохозяйственный поселок Тель-Хай. В результате боя восемь евреев и пять арабов были убиты. Иосиф Трумпельдор, командир еврейских защитников Тель-Хая, был ранен в руку и живот и скончался во время эвакуации в Кфар-Гилади тем же вечером. Тель-Хай в конечном итоге был покинут евреями и сожжен.
Этот бой вошел в историю как «Сражение за Тель-Хай», и стал символов борьбы евреев за право на возвращение в Эрец Исраэль. Фраза: «Хорошо умереть за родину», произнесенная основателей Еврейского легиона Иосифом Трумпельдором, стала одним из девизов поколения первопроходцев.
Кроме Трумпельдора, в бою погибли Пути Чижик и Двора Дрехлер, обняв друг друга. Они стали первыми женщинами-воинами в еврейском ишуве в Эрец-Исраэль, которые пали в бою.

## Предыстория
После окончании Первой мировой войны англичане передали Галилейский выступ под контроль французской армии. По соглашению Сайкса — Пико, этот район должен был войти в состав французской Сирии. Однако арабы, которые начали борьбу за независимость ещё во времена Османской империи, противились этому, и в 1916 году вспыхнуло Арабское восстание, опиравшееся, главным образом на поддержку англичан. После падения Османской империи арабы продлжили борьбу.
В начале 1920 года в Дамаске шла подготовка к провозглашению независимого Арабского королевства Сирия. Будущий король Фейсал стремился к тому, чтобы к моменту провозглашения независимости контролировать всю территорию Сирии.
Евреи — жители Галилейского выступа объявили о своем нейтралитете; однако и арабы, и французы подозревали их в пособничестве противнику.
В середине февраля в Тель-Хай прибыла группа офицеров армии короля Фейсала в сопровождении местного командира — Камаля Хусейна, которого все уважительно называли «эфенди». Они предложили евреям свою защиту в обмен на помощь в борьбе с французской армией. Однако жители поселения, поблагодарив гостей за приглашение к сотрудничеству, подтвердили свой нейтралитет. Уже спустя несколько дней им пришлось отстаивать это решение в ещё более сложных условиях.
19 февраля французы попытались завоевать деревню Хальса (сегодня — Кирьят-Шмона). Арабам удалось отбить атаку. Отступающие солдаты попытались найти укрытие в Тель-Хае, однако жители поселения отказались открыть им ворота. Преследующие французов арабы осмотрели поселок, и, не обнаружив французских солдат, вернулись в Хальсу.

## Инцидент
1 марта 1920 года вооруженный отряд бедуинов под командованием Камаля Хусейна вошел в Тель-Хай, и Камаль Хусейн попросил разрешения жителей ещё раз досмотреть поселок и убедиться в отсутствии французских военных.
Сражение за Тель-Хай произошло в известной степени случайно.
Хусейн и несколько сопровождавших его бойцов поднялись на второй этаж одного из домов, где в тот момент находились пять человек. Хусейн попытался разоружить Двору Дрехлер. В результате выстрела (возможно, случайного), завязалась перестрелка.
Солдаты Камаля Хусейна отступили, предварительно бросив на второй этаж гранату. Несколько человек — Дрехлер, Сара Чижик, Зеэв Сараф и Биньямин Мунтер — погибли на месте; Ицхак Каневский был тяжело ранен, а Иосиф Трумпельдор, который находился в соседнем здании и попытался пробиться к ним на помощь, был ранен, и командование обороной поселка взял на себя Пинхас Шнеерсон. Занявший оборону ворот Яаков Токер сдерживал группу бедуинов, и также получил тяжелые ранения.
Яаков Токер скончался до приезда доктора, а Иосиф Трумпельдор умер через несколько часов. К вечеру того же дня защитники Тель-Хая подожгли дома и перебрались в Кфар-Гилади. Через два дня еврейские жители Галилейского выступа перебрались в кибуц Айелет ха-Шахар, который находился на британской территории.